# Ansoáin
Ansoáin település Spanyolországban, Navarra autonóm közösségben. Ansoáin Pamplona, Berrioplano és Ezcabarte községekkel határos. Lakosainak száma 10 641 fő (2024).

## Népesség
A település népessége az elmúlt években az alábbi módon változott:
| Lakosok száma | 7656 | 9526 | 10 088 | 10 500 | 10 938 | 10 861 | 10 752 | 10 833 | 10 588 | 10 641 |
|               | 2001 | 2004 | 2007   | 2009   | 2012   | 2014   | 2017   | 2019   | 2022   | 2024   |